# Oxydoras
Oxydoras — рід риб з родини Бронякові ряду сомоподібних. Має 3 види.

## Опис
Загальна довжина представників цього роду коливається від 70 до 100 см при вазі до 13 кг. Голова масивна. Очі невеликі. Є 3 пари коротких вусів біля морди. Тулуб кремезний, видовжений. Уздовж бічної лінії тягнуться великі колючі щитки. Спинний плавець високий, з короткою основою. Жировий плавець крихітний. Грудні плавці широкі, з гострим шипом. Анальний плавець короткий і маленький. Хвостовий плавець широкий, великий, з виїмкою.

## Спосіб життя
Воліють до теплих та помірно теплих вод. Активні у присмерку або вночі. Вдень ховаються біля дна, серед рослин. Живляться ракоподібними, молюсками і рослинними залишками.

## Розповсюдження
Мешкають у басейні річок Оріноко, Амазонка, Парагвай, Уругвай, Парана і Ла-Плата (від Колумбії та Венесуели до північної Аргентини).

## Види
- Oxydoras kneri
- Oxydoras niger
- Oxydoras sifontesi